# Earls Court Exhibition Centre
Earls Court Exhibition Centre bylo výstavní a společenské místo v Londýně. Na svém vrcholu údajně[zdroj?] generovalo obrat ve výši 2 miliard liber. V místě byl otevřen výstavní a zábavní areál již v roce 1887. Zakladatelem zábavního areálu byl podnikatel z Leedsu John R. Whitley a první atrakcí bylo vystoupení Buffalo Billa, které navštívila i královna Viktorie. Na místě pak v letech 1935 až 1937 vznikla modernistická stavba z dílny amerického architekta C. Howarda Cranea. Šlo o největší výstavní prostor v Londýně a obsluhovaly ho dvě stanice londýnského metra – z jedné z nich, Earl's Court, vedl tunel přímo do budovy. Earls Court Exhibition Centre hostilo řadu akcí, do roku 2010 se zde například udílely ceny Brit Awards. Konal se zde také Londýnský knižní veletrh a řada koncertů. V letech 1948 i 2012 zde probíhaly soutěže olympijských her (roku 1948 gymnastické soutěže, v roce 2012 to byl volejbalový turnaj). Na začátku 21. století objekt získali developeři, kterým se podařilo odvrátit pokus o památkovou ochranu budovy a v roce 2017 ji zbourali.